# Находкинский рабочий
«Нахо́дкинский рабо́чий» — ежедневная общественно-политическая газета в городе Находке, основаная в 1945 году. Выходит 4 раза в неделю, тираж будничных номеров — 5000 экземпляров.
Газета была основана 9 августа 1945 года под названием «Прибой», позднее была переименована в «Сталинское знамя» — печатный орган находкинского райкома и горкома партии. В 1950-е годы получила современное название. «Находкинский рабочий». Учредителями стали администрация Находкинского городского округа. «Находкинский рабочий» является печатным изданием, определённым для обязательного опубликования правовых актов органов местного самоуправления Находкинского городского округа. Выходит 4 раза в неделю: по вторникам, средам, четвергам, по пятницам (расширенный) — 8250 экземпляров.
Главные редакторы:
- Александр Рассоленко
- Пётр Фёдоров
- Анатолий Табачков
- Наталья Вотчал (с 2010 года)

Известные журналисты, работавшие в газете:
- Татьяна Тузюк — главный редактор газеты «РИО Панорама»
- Валерий Бельцов — заместитель главного редактора газеты «РИО Панорама»
- Дмитрий Бабченко — корреспондент газеты «РИО Панорама»
- Леонид Виноградов — корреспондент ИТАР-ТАСС
- Дмитрий Латыпов — заведующий владивостокским бюро газеты «Труд»
- Фёдор Устюгов — заведующий владивостокским бюро газеты «Московский комсомолец»
- Юрий Мальцев — фотокорреспондент газеты «Владивосток»[2]

Рубрики:
| «События, факты»      | : | новости                   |
| «Перекрёсток событий» | : | новости                   |
| «Бизнес и власть»     | : | советы предпринимателям   |
| «Вопрос — ответ»      | : | консультации специалистов |

| «Наш дом» — коммунальные проблемы города | : | коммунальные проблемы города            |
| «Точка на карте»                         | : | краеведение                             |
| «Отдохни»                                | : | кроссворды, гороскопы, полезные советы  |
| «Официально»                             | : | публикация муниципальных правовых актов |